# Oullins
Oullins is een plaats en voormalige gemeente in de Franse Métropole de Lyon (regio Auvergne-Rhône-Alpes) en telt 25.183 inwoners (1999). De plaats maakt deel uit van het arrondissement Lyon. Oullins is op 1 januari 2024 gefuseerd met de gemeente Pierre-Bénite tot de gemeente Oullins-Pierre-Bénite.

## Geografie
De oppervlakte van Oullins bedraagt 4,4 km², de bevolkingsdichtheid is 5723,4 inwoners per km².

## Verkeer en vervoer
In de plaats ligt spoorwegstation Oullins, hier stopt ook metrolijn B van de metro van Lyon.
De onderstaande kaart toont de ligging van Oullins met de belangrijkste infrastructuur en aangrenzende gemeenten.

## Demografie
Onderstaande figuur toont het verloop van het inwonertal (bron: INSEE-tellingen).

## Geboren
- Éric Dall'Armelina (1959), wielrenner
- Patrice Garande (1960), voetballer en voetbaltrainer
- Christophe Oriol (1973), wielrenner
- Lionel Bah (1980), voetballer
- Clément Turpin (1982), voetbalscheidsrechter